# Campeonato Europeu de Halterofilismo de 2000
O Campeonato Europeu de Halterofilismo de 2000 foi a 79ª edição do campeonato, sendo organizado pela Federação Europeia de Halterofilismo, em Sófia, na Bulgaria, entre 24 a 30 de abril de 2000. Foram disputadas 15 categorias (8 masculino e 7 feminino).

## Medalhistas

### Masculino
| Evento   | Ouro                            | Ouro     | Prata                        | Prata    | Bronze                           | Bronze   |
| -------- | ------------------------------- | -------- | ---------------------------- | -------- | -------------------------------- | -------- |
| 56 kg    | Halil Mutlu · Turquia           | 300,0 kg | Ivan Ivanov · Bulgária       | 282,5 kg | Adrian Jigău · Roménia           | 282,5 kg |
| 62 kg    | Nikolaj Pešalov · Croácia       | 325,0 kg | Sevdalin Minchev · Bulgária  | 322,5 kg | Naim Süleymanoğlu · Turquia      | 310,0 kg |
| 69 kg    | Siarhei Laurenau · Bielorrússia | 337,5 kg | Gueorgui Markov · Bulgária   | 337,5 kg | Yasin Arslan · Turquia           | 325,0 kg |
| 77 kg    | Zlatan Vanev · Bulgária         | 372,5 kg | Plamen Zheliazkov · Bulgária | 365,0 kg | Ilirjan Suli · Albânia           | 360,0 kg |
| 85 kg    | Guiorgui Assanidze · Geórgia    | 390,0 kg | Gueorgui Gardev · Bulgária   | 385,0 kg | Yuri Myshkovets · Rússia         | 375,0 kg |
| 94 kg    | Szymon Kołecki · Polónia        | 412,5 kg | Vadim Vacarciuc · Moldávia   | 395,0 kg | Bünyamin Sudaş · Turquia         | 392,5 kg |
| 105 kg   | Metin Kadir · Bulgária          | 415,0 kg | Robert Dołęga · Polónia      | 410,0 kg | Yevgueni Shishliannikov · Rússia | 410,0 kg |
| + 105 kg | Ashot Danielian · Armênia       | 457,5 kg | Ronny Weller · Alemanha      | 455,0 kg | Viktors Ščerbatihs · Letônia     | 445,0 kg |

### Feminino
| Evento | Ouro                           | Ouro     | Prata                           | Prata    | Bronze                      | Bronze   |
| ------ | ------------------------------ | -------- | ------------------------------- | -------- | --------------------------- | -------- |
| 48 kg  | Donka Mincheva · Bulgária      | 187,5 kg | Eva Giganti · Itália            | 170,0 kg | Olena Zinovieva · Ucrânia   | 170,0 kg |
| 53 kg  | Izabela Dragneva · Bulgária    | 187,5 kg | Estefanía Juan Tello · Espanha  | 182,5 kg | Siika Stoeva · Bulgária     | 177,5 kg |
| 58 kg  | Neli Yankova · Bulgária        | 202,5 kg | Aleksandra Klejnowska · Polónia | 197,5 kg | Nataliya Skakun · Ucrânia   | 195,0 kg |
| 63 kg  | Valentina Popova · Rússia      | 227,5 kg | Josefa Pérez Carmona · Espanha  | 190,0 kg | Veronika Buroňová · Chéquia | 182,5 kg |
| 69 kg  | Milena Trendafilova · Bulgária | 232,5 kg | Daniela Kerkelova · Bulgária    | 227,5 kg | Irina Kasimova · Rússia     | 222,5 kg |
| 75 kg  | Svetlana Jabirova · Rússia     | 240,0 kg | Venera Mannanova · Rússia       | 232,5 kg | Beata Prei · Polónia        | 227,5 kg |
| +75 kg | Viktoriya Rudenok · Ucrânia    | 250,0 kg | Monique Riesterer · Alemanha    | 245,0 kg | Albina Jomich · Rússia      | 237,5 kg |

## Quadro de medalhas
Quadro de medalhas no total combinado
| Ordem | País         | Medalha de ouro | Medalha de prata | Medalha de bronze | Total |
| ----- | ------------ | --------------- | ---------------- | ----------------- | ----- |
| 1     | Bulgária     | 6               | 6                | 1                 | 13    |
| 2     | Rússia       | 2               | 1                | 4                 | 7     |
| 3     | Polónia      | 1               | 2                | 1                 | 4     |
| 4     | Turquia      | 1               | 0                | 3                 | 4     |
| 5     | Ucrânia      | 1               | 0                | 2                 | 3     |
| 6     | Armênia      | 1               | 0                | 0                 | 1     |
| 6     | Bielorrússia | 1               | 0                | 0                 | 1     |
| 6     | Croácia      | 1               | 0                | 0                 | 1     |
| 6     | Geórgia      | 1               | 0                | 0                 | 1     |
| 10    | Alemanha     | 0               | 2                | 0                 | 2     |
| 10    | Espanha      | 0               | 2                | 0                 | 2     |
| 12    | Itália       | 0               | 1                | 0                 | 1     |
| 12    | Moldávia     | 0               | 1                | 0                 | 1     |
| 14    | Albânia      | 0               | 0                | 1                 | 1     |
| 14    | Letônia      | 0               | 0                | 1                 | 1     |
| 14    | Chéquia      | 0               | 0                | 1                 | 1     |
| 14    | Roménia      | 0               | 0                | 1                 | 1     |
| Total | Total        | 15              | 15               | 15                | 45    |